# 笑の王国
笑の王國（わらいのおうこく、1933年4月1日 結成 - 1943年6月 解散）は、かつて存在した日本の軽演劇の劇団である。戦後に花登筺が大阪に結成した「劇団・笑いの王国」とは関係がない。

## 略歴・概要
1933年（昭和8年）4月、古川緑波（古川ロッパ）の発案による軽演劇の劇団「笑の王国」が設立、浅草公園六区の「常盤座」（現在のROX3）で旗揚げ公演が行われた。設立の背景には、サイレント映画の終焉とトーキーの台頭によって、徳川夢声ら人気活動弁士が職を失い、次の活路を見出さねばならなかったことがまずあげられる。次に、六区ではなく浅草公園四区・浅草公園水族館での「カジノ・フォーリー」やほとんど四区に近い新興の「玉木座」（のちの松竹演芸館、建物疎開）での「プペ・ダンサント」での榎本健一らの軽演劇に対抗しうる、六区の新しい演劇を、という意図があった。
結成に参加したのは、緑波のほか、活動弁士からは、「帝国館」で鳴らした生駒雷遊、弁士から漫談家に転身した徳川夢声、夢声・緑波と「なやまし會」を結成した弁士出身の漫談家から、大辻司郎、山野一郎、井口静波、山野が松竹の川口三郎に働きかけて、日活を退社した俳優の島耕二、小杉勇、岸井明、瀧花久子ら、さらには、「浅草オペラ」出身の中根龍太郎、「カジノ・フォーリー」にいた林葉三、曽我廼家一座出身で「ピエル・ブリヤント」にいた三益愛子、歌手の藤田艶子、新劇出身の清川虹子ら、不二映画社からは渡辺篤、文芸部には森岩雄、松井翠声、飯島正、内田岐三雄、鹽入亀輔、伊藤松雄、津村京村ら、演出部には村田実、田坂具隆、斎田治良らであった。同年6月には「プペ・ダンサント」が解散し、同年8月、プペにいた菊田一夫が文芸部に加入した。
「笑の王国」の演劇は、歌舞伎の演目を、めちゃくちゃに台なしにしてしまうような「アチャラカ」という手法を開発、観客を唖然とさせた。1935年（昭和10年）6月、古川緑波が脱退、同年7月には東宝専属となった。そのころ、清水金一が加入した。1936年（昭和11年）9月、菊田一夫が退団、同年11月には東宝の「古川緑波一座」へ移籍した。メンバーの入れ替わりが激しかったが、エノケンの「新カジノ・フォーリー」出身の山下三郎や酒井俊、のちのムーランルージュ新宿座の山田寿夫、金子みすゞの実弟・上山雅輔、マキノ・プロダクションの経理部長だった田丸重雄、『新喜劇』誌同人の貴島研二、山地行夫、中野実らが文芸部に、関時男、鈴木桂介、サトーロクロー、久板栄二郎、露原千草、久保栄、薄田研二、松本克平、武智豊子、花井淳子、杉寛、堀井英一らが俳優部に入団している。
1941年（昭和16年）ころからは、日本が戦時体制に入り、兵隊ものをテーマにしなければならず、検閲の通過のため、アチャラカを旨とした同劇団の主旨に反する内容にせざるをえなくなってきた。この時期のエピソードが、のちに三谷幸喜の戯曲『笑の大学』のモデルとなった。同年、大都映画が大映に統合され、同社で雑用係をしていた梅田ひろし（あした順子・ひろしのひろし） がこのころ入団している。
1943年（昭和18年）1月、「国民喜劇座」と改称、のちのリーガル天才・秀才のリーガル天才が初舞台を踏んだが、同年6月、解散した。